# باب ویلسون (بازیکن فوتبال، زاده ۱۹۴۱)
باب ویلسون (انگلیسی: Bob Wilson؛ زادهٔ ۳۰ اکتبر ۱۹۴۱) بازیکن فوتبال اهل بریتانیا است.
از باشگاه‌هایی که در آن بازی کرده‌است می‌توان به باشگاه فوتبال ولورهمپتون واندررز و باشگاه فوتبال آرسنال اشاره کرد.
وی همچنین در تیم ملی فوتبال اسکاتلند بازی کرده‌است.